# Marci Agripa
Marci Agripa (en llatí Marcius Agrippa) era un home d'origen humil al que l'emperador Macrí va fer governador de Panònia l'any 217, i més tard de Dàcia.
Probablement és la mateixa persona que l'almirall Marci Agripa, que va dirigir la flota romana, i que Espartià menciona a la Història Augusta com a participant en la mort de Caracal·la.